# Emanuel Rodrigues
Emanuel Nascimento dos Santos Rodrigues (Machico,  25 de dezembro de 1943 - 19 de agosto de 2019) foi um advogado e político português.
Nasceu a 25 de dezembro de 1943 em Machico, na Madeira, filho de José Rodrigues e de Maria Romana dos Santos. Licenciou-se em Direito pela Faculdade de Direito de Coimbra. 
Foi deputado à Assembleia Constituinte pelo PPD (1975-1976). Foi também Presidente da Assembleia Legislativa da Região Autónoma da Madeira de 1976 a 1984.
A 28 de junho de 2001, foi agraciado com o grau de Grã-Cruz da Ordem do Infante D. Henrique.
Morreu a 19 de agosto de 2019, vítima de doença prolongada.